# Karl von Decker
Karl von Decker (auch Karl Otto Johann Decker; * 21. April 1784 in Berlin; † 29. Juni 1844 in Mainz) war ein preußischer Generalmajor und militärischer sowie belletristischer Schriftsteller.

## Leben

### Herkunft
Karl von Decker war der Sohn des am 14. Juli 1828 in Carlsruhe (Oberschlesien) verstorbenen Generalleutnants Friedrich Wilhelm Heinrich von Decker (1744–1828) und dessen Ehefrau Sabiene Sophie, geborene Moelter (1755–1785).

### Laufbahn
Er begann 1797 seine militärische Laufbahn im Artillerieregiment seines Vaters. 1800 wurde er Leutnant, nahm an den Feldzügen von 1806 und 1807 teil und erwarb bei Eylau den Orden Pour le Mérite. 1809 trat er als Rittmeister in das Korps des Schwarzen Herzogs, 1813 als Hauptmann im Generalstab wieder in preußische Dienste und nahm an den Schlachten von Dresden, Kulm und Leipzig und an den Feldzügen von 1814 und 1815
teil.
Im Jahr 1816 wurde er Dirigent einer Abteilung des topographischen Büros, 1817 Major, 1818 Lehrer an der Artillerie- und Ingenieurschule und am 16. Mai 1819 geadelt. Ab 1829 war er Brigadier der 8., dann der 1. Artilleriebrigade, nahm als Oberst 1841 seinen Abschied, wurde 1842 noch zum Generalmajor befördert und starb am 29. Juni 1844.
Mit Otto August Rühle von Lilienstern begründete von Decker 1816 das Militär-Wochenblatt und war seit 1821 Mitherausgeber der Militär-Litteraturzeitung. Unter dem Pseudonym Adalbert vom Thale schrieb Decker auch mehrere Lustspiele. Er war Mitglied der Berliner Freimaurerloge Zum goldenen Pflug.

### Familie
Er heiratete am 17. August 1808 in Königsberg Amalie von Heydebrand und der Lasa (1790–1864). Das Paar hatte mehrere Kinder, darunter:
- Amalie (1809–1877) ⚭ Stanislaus von Leszczynski († 1852), Major a. D.
- Karl Friedrich Albert (1813–1867), Leutnant a. D., Herr auf Babalice und Gorzechowko

⚭ 29. Juni 1840 Bertha Julia Rafalski (1820–1860)
⚭ 26. Oktober 1862 Natalie Schüßler (* 1832)
- Hermann (1815–1872), preußischer Generalleutnant ⚭ 1838 Julia von Kybusch (1818–1874)
- Sidonie (1817–1880)
- Adolph (1821–1853), preußischer Hauptmann

## Werk

### Karl von Decker
- 1815: Das militärische Aufnehmen. Berlin; Digitalisat
- 1816: Die Artillerie für alle Waffen. 3 Bände, Berlin, Band 1
- 1816: Die Theorie und Zergliederung des Reflektors. (Digitalisat)
- 1817: Ansichten über die Kriegführung im Geiste der Zeit. Berlin; Digitalisat
- 1819: Die Gefechtslehre der beiden verbundenen Waffen: Kavallerie und reitenden Artillerie. Berlin; Digitalisat
- 1819: Geschichte des Geschützwesens und der Artillerie in Europa. Berlin, Digitalisat, Digitalisat
- 1822: Der kleine Krieg im Geiste der neueren Kriegführung. Berlin (4. Aufl. 1844); 3. Auflage
- 1825: Bonapartes Feldzug in Italien 1796 und 1797. Berlin, Digitalisat
- 1828: Grundzüge der praktischen Strategie. Berlin, Digitalisat
- 1828: Der preußische Taschen-Artillerist. Berlin, Digitalisat
- 1830: Generalstabswissenschaft. Berlin (neu bearbeitet von seinem Sohn, 1862); Digitalisat (Handbuch für Offiziere Teil 8)
- 1833–1834: Taktik der drei Waffen: Infanterie, Kavallerie und Artillerie. (Berlin 1833–34, 2 Tle.); Teil 1
- 1835: Die Truppen-Versammlung bei Kalisch im Sommer 1835. [Selbstverlag], in Kommission bei J. H. Bon, Königsberg 1835.
- 1837: Die Schlachten und Hauptgefechte des Siebenjährigen Kriegs. Berlin; Digitalisat
- 1837: Ergänzungstaktik der Feldartillerie. Berlin;
- 1839: Ansichten über den Gebrauch der Artillerie bei den Feld-Manövern der Linie-Truppen. Digitalisat
- 1842: Algerien und die dortige Kriegführung. Berlin, Band 1, Teil 2
- 1840: Mittheilungen einer Reise durch die südlichen Staaten des deutschen Bundes. Digitalisat
- 1842: Die Shrapnels. Einrichtung und Theorie der Wirkung dieses Geschosses. Digitalisat

### Adalbert vom Thale
- 1827: Die Schicksalswanne und Geburtstagsspiele[2]
- 1828: Margot Stofflet[3]